# Dworaki-Pikaty
Dworaki-Pikaty – wieś w Polsce położona w województwie podlaskim, w powiecie wysokomazowieckim, w gminie Sokoły.
Zaścianek szlachecki Pikaty  należący do okolicy zaściankowej Dworaki położony był w drugiej połowie XVII wieku w powiecie suraskim ziemi bielskiej województwa podlaskiego. W latach 1975–1998 miejscowość administracyjnie należała do województwa łomżyńskiego.
Wierni kościoła rzymskokatolickiego należą do parafii  Wniebowzięcia NMP w Sokołach.

## Historia
Miejscowość wymieniona w dokumencie z roku 1435. W I Rzeczypospolitej Dworaki należały do ziemi bielskiej.
W roku 1827 Dworaki-pikaty liczyły 12 domów i 180 mieszkańców.
W pobliżu kilka innych wsi, tworzących tzw. okolicę szlachecką Dworaki:
- Dworaki-dręgi
- Dworaki-pikaty
- Dworaki-staśki lub Dworaki-staśkowięta
- Dworaki-tkany
- Dworaki-orawka

Folwark Dworaki-pikaty w roku 1867 posiadał powierzchnię 362 morgów, w tym: grunty orne i ogrody – 325, łąki – 5, las – 16, zarośla – 10, nieużytki i place – 6 morgów. W roku 1871 część folwarku została rozprzedana.
Pod koniec wieku XIX wieś należała do gminy i parafii Sokoły w powiecie mazowieckim. We wsi osad 4, powierzchnia gruntów rolnych 41 morgów.
W roku 1921 Dworaki-Pikuty. Naliczono tu 23 budynki z przeznaczeniem mieszkalnym oraz 132 mieszkańców (59 mężczyzn i 73 kobiety). Narodowość polską podało 125 osób, a 7 żydowską.

## Urodzeni w Dworakach-Pikatach
- Stanisław Dworakowski – polski etnograf, folklorysta, krajoznawca. Badacz wschodniego Mazowsza, Podlasia i Polesia[11].